# Kulturní dům Orfeum
Orfeum je kulturní dům, divadelní a koncertní sál a historicky první biograf v Kadani.

## Historie
Budova s hodinovou věží čp. 824 v předměstské části ulice Jana Švermy v Kadani je dnes kulturním domem Orfeum. Pojmenována je podle mytického řeckého pěvce a hudebníka Orfea. V jejím sousedství stojí dům čp. 539, který nechal v 70. letech 19. století vystavět kadaňský rukavičkář Karl Klenert jako zahradní restauraci a kavárnu. Právě v sále tohoto domu se roku 1910 vůbec poprvé v Kadani konala filmová projekce.
Výstavba honosné budovy divadla a kina Orpheum byla realizována až v roce 1923. Architektonický návrh budovy vyhotovil významný severočeský architekt Richard Brosche, v jehož ateliéru vznikly také mnohé další originální projekty divadel a biografů v severozápadních Čechách. Investorem stavby Orphea byl Karl Mauder, který založení biografu v Kadani plánoval již od roku 1919. V Orpheu se hrály nejprve němé filmy, které pocházeli především z německé a americké produkce. Hrály se filmy s Charlie Chaplinem, například velkofilm City Lights z roku 1931. Vhodný prostor našly v Orpheu též kadaňské divadelní a pěvecké spolky. Po roce 1933 musel Karl Mauder z podnětu české menšiny a z příkazu úřadů plakátovat všechny filmy zároveň v češtině i němčině, uvádět začal také československé filmy. Od roku 1942 byl majitelem biografu jeho syn Adolf Mauder, od roku 1945 československý stát, respektive od roku 1948 Československý státní film. Prvním českým filmem, který byl v Orpheu po válce promítán, byly Mlhy na Blatech (1943), které byly filmovou adaptací stejnojmenného románu Karla Klostermanna v podání režiséra Františka Čápa. V té době se však objekt Orphea nazýval Kino Moskva, a to až do roku 1990.

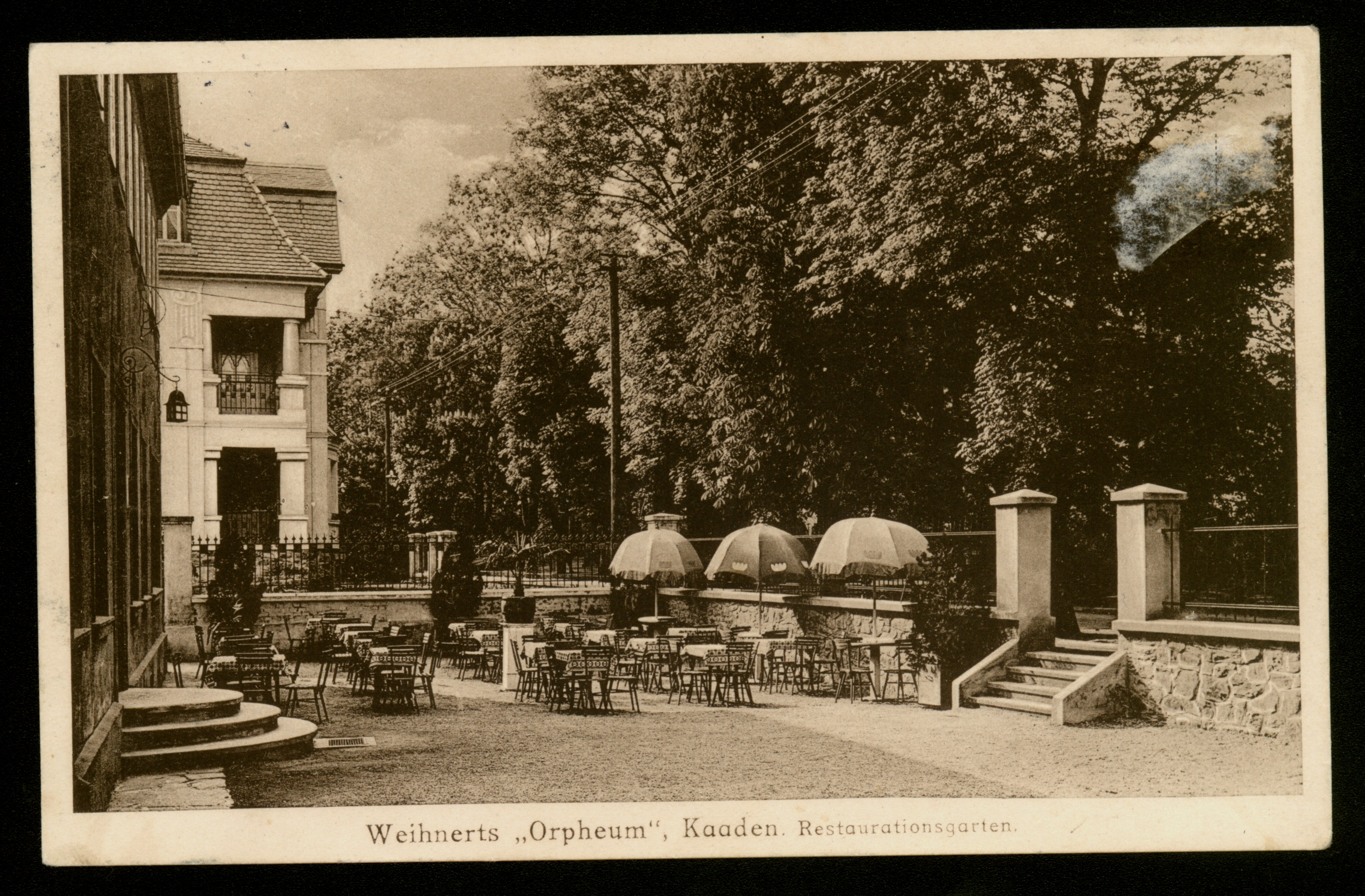
kavárna u Orfea v Kadani na historické fotografii

V dobách komunistické diktatury se v budově střídaly kulturní a společenské aktivity různých kvalit. Dne 6. března 1948, v předvečer narozenin Tomáše Garrigua Masaryka, se zde konala slavnostní akademie k jeho poctě. Již v následujícím roce, ve dni 21. ledna 1949, byl však zlatým hřebem kadaňské kulturní sezóny vzpomínkový večer k 25. výročí úmrtí V. I. Lenina. V kině Moskva měl také svou domovskou scénu divadelní soubor Slovan, založený na podzim 1945, který mimo jiné odehrál i celou řadu režimních a propagandistických her nevalné kvality. Přesto byl roku 1952 kritizován, že nehraje „pokrokové hry“. Podobně uznávané Kadaňské smyčcové kvarteto, vedené Vojtěchem Hrubým, bylo komunistickými úřady označováno za: „měšťácké sdružení, které hraje samo pro sebe a své známé“.
Ve dnech 30. listopadu a 1. prosince 1951 se v sále kina Moskva konal v režii komunistického Státního soudu zinscenovaný politický proces s údajnou šestičlennou „záškodnickou skupinou“. Na lavici obžalovaných tehdy usedlo pět sedláků (v tehdejším slangu nazývaných kulakové) z Račetic a jeden kadaňský občan. Zkonstruovaný proces byl veřejný. Byly na něj voděny také děti z místních škol, včetně nejnižších ročníků škol základních. Průběh soudu byl navíc přenášen tlampači místního rozhlasu po celém městě. Dobová městská kronika informuje: Všichni svoji záškodnickou činnost proti republice doznali a byli odsouzeni k těžkým trestům. V jednom případě k trestu smrti. Oběti komunistického režimu připomíná od roku 2013 na zdi Orfea instalovaná pamětní deska. Již týden po monstrprocesu řečnil na stejném místě socrealistický spisovatel Václav Řezáč, mimo jiné všeobecně známý stalinista, a sice o svém novém budovatelském románu Nástup, který se odehrává právě na Kadaňsku.
V uvolněných šedesátých letech ožila „Moskva“ novými filmy, často i zahraničními a západními, též koncerty a divadlem. V roce 1965 zde umělci z Národního divadla v Praze předvedli Dvořákovu operu Rusalka. Roku 1967 zde Národní divadlo hostovalo dokonce dvakrát, a sice s Schillerovým dramatem Don Carlos, s Karlem Högerem v hlavní roli, následně se Strašidlem cantervillským od Oscara Wilda v podání Stanislava Neumanna, Bohuše Záhorského a Dany Medřické. Po sovětské okupaci roku 1968 byl název místními lidmi nenáviděné ruské metropole na hlavní fasádě budovy Orfea na krátký čas nahrazen vlasteneckým pojmenováním „Kino Praha“. Nyní je budova v majetku města Kadaně a opět nese svůj historický (počeštěný) název Orfeum. V současné době je možné v Orfeu vidět například koncerty různých hudebních žánrů a divadelní tvorbu kadaňského divadla Navenek.